# حوت رمادي
الحوت الرمادي (الاسم العلمي: Eschrichtius) هو جنس من الحيتانيات يتبع فصيلة الحيتان الرمادية من رتبة مزدوجات الأصابع.

## أنواع الحوت الرمادي
- حوت رمادي صلب
- †حوت أكيشيما
- †حوت رمادي باليني